# Mimosa sicyocarpa
Mimosa sicyocarpa är en ärtväxtart som beskrevs av Robinson. Mimosa sicyocarpa ingår i släktet mimosor, och familjen ärtväxter. Inga underarter finns listade i Catalogue of Life.